# Паньковое
Паньковое (укр. Панькове; до 2016 года — Днепрельстан, укр. Дніпрельстан) — село в Башмачанском сельском совете Солонянского района Днепропетровской области Украины.
Код КОАТУУ — 1225081007. Население по переписи 2001 года составляло 164 человека .

## Географическое положение
Село Паньковое находится в 5-и км от пгт Солёное.
Рядом проходит автомобильная дорога Н-08.